# Schuleridea
Schuleridea is een geslacht van uitgestorven kreeftachtigen uit de klasse van de mosselkreeftjes (Ostracoda).

## Soorten
- Schuleridea aazourensis Bischoff, 1990 †
- Schuleridea abeihensis Bischoff, 1990 †
- Schuleridea acuminata Swartz & Swain, 1946 †
- Schuleridea acuminoidea Swain & Xie, 1992 †
- Schuleridea adversacomplanata Andreu & Witam, 1994 †
- Schuleridea alata Kaye, 1965 †
- Schuleridea anterocompressa Deroo, 1966 †
- Schuleridea anterofossulata Swain & Brown, 1972 †
- Schuleridea araneusa (Luebimova, 1955) Coryell, 1963 †
- Schuleridea attabensis Andreu-bousset, 1991 †
- Schuleridea babinoti Rodriguez-lazaro, 1988 †
- Schuleridea bagchii Banerji, 1970 †
- Schuleridea baidarensis (Damotte & Saint-Marc, 1972) Rosenfeld & Raab, 1984 †
- Schuleridea bairdiaformis Malz, 1988 †
- Schuleridea bairdiformis Ye (Chun-Hui), 1987 †
- Schuleridea batei Depeche, 1973 †
- Schuleridea bathonica Bate, 1967 †
- Schuleridea bellevuensis Swartz & Swain, 1946 †
- Schuleridea bernouilensis Grosdidier, 1964 †
- Schuleridea bikfayaensis Bischoff, 1990 †
- Schuleridea bikfayaensis Bischoff, 1990 †
- Schuleridea bradentonensis Swain, Xie & Hillebrandt, 1991 †
- Schuleridea brevis (Cornuel, 1846) Hart, 1973 †
- Schuleridea btaterensis Bischoff, 1990 †
- Schuleridea bullata Rosenfeld & Raab, 1984 †
- Schuleridea calcarata (Triebel, 1938) Howe & Laurencich, 1958 †
- Schuleridea carregueiraensis Damotte, 1980 †
- Schuleridea clunicularis (Triebel, 1938) Deroo, 1957 †
- Schuleridea consobrina Pokorny, 1973 †
- Schuleridea cubadagica Shilova, 1971 †
- Schuleridea dabrowkaensis Kubiatowicz, 1983 †
- Schuleridea danuvica Oertli, 1965 †
- Schuleridea delicata (Luebimova, 1955) Fuller, 1987 †
- Schuleridea derooi Damotte & Grosdidier, 1963 †
- Schuleridea dimorphica Kaye, 1965 †
- Schuleridea dorsoarcuata (Mehes, 1941) Monostori, 1985 †
- Schuleridea dorsoventra (Vanderpool, 1928) Swain & Brown, 1964 †
- Schuleridea dunedinensis Swain, Xie & Hillebrandt, 1991 †
- Schuleridea elavata (Luebimova, 1956) Coryell, 1963 †
- Schuleridea elstneri Bischoff, 1990 †
- Schuleridea extranea Grosdidier, 1964 †
- Schuleridea ghabounensis Bischoff, 1990 †
- Schuleridea glenrosensis (Vanderpool, 1928) Swain & Brown, 1964 †
- Schuleridea gratusa Rosyjeva, 1962 †
- Schuleridea hammi (Triebel, 1938) Howe & Laurencich, 1958 †
- Schuleridea hatterasensis Swain, 1952 †
- Schuleridea hexagonalis Brenner, 1976 †
- Schuleridea horatiana (Jones & Sherborn, 1888) Bate, 1969 †
- Schuleridea houneensis Bischoff, 1990 †
- Schuleridea ignara (Luebimova, 1955) Coryell, 1963 †
- Schuleridea immemorata Luebimova, 1973 †
- Schuleridea inepta Witte & Lissenberg, 1995 †
- Schuleridea interstincta (Mandelstam, 1957) Luebimova, Kazmina & Reshetnikova, 1960 †
- Schuleridea irinae Andreev, 1965 †
- Schuleridea jonesiana (Bosquet, 1852) Mertens, 1956 †
- Schuleridea juddi Neale, 1962 †
- Schuleridea kochi (Reuss, 1855) Moos, 1970 †
- Schuleridea krasnopavlovkaensis Permyakova, 1970 †
- Schuleridea lacustris Swain, 1952 †
- Schuleridea lamplughi Neale, 1962 †
- Schuleridea largoensis Swain, Xie & Hillebrandt, 1991 †
- Schuleridea lienenklausi Malz, 1973 †
- Schuleridea lopita Gruendel, 1969 †
- Schuleridea luppovi Andreev, 1966 †
- Schuleridea maantangensis Xie, 1983 †
- Schuleridea maculata (Apostolescu, 1957) Deroo, 1966 †
- Schuleridea major (Luebimova, 1955) Coryell, 1963 †
- Schuleridea mareliasensis Bischoff, 1990 †
- Schuleridea martinensis Andreu, 1983 †
- Schuleridea mediocaudata Donze, 1964 †
- Schuleridea medwayensis Weaver, 1982 †
- Schuleridea minuta Donze, 1962 †
- Schuleridea mirkamalovi Sakina, 1971 †
- Schuleridea moderata Christensen & Kilenyi, 1970 †
- Schuleridea neocomiana Kubiatowicz, 1983 †
- Schuleridea oculata Moos, 1970 †
- Schuleridea oertlii Masumov, 1966 †
- Schuleridea oliverensis (Alexander, 1929) Swain, 1981 †
- Schuleridea ovata Scheremeta, 1969 †
- Schuleridea ovoides Swartz & Swain, 1946 †
- Schuleridea pentagonalis Swartz & Swain, 1946 †
- Schuleridea piechcinensis Kubiatowicz, 1983 †
- Schuleridea pigmea (Luebimova, 1956) Permyakova, 1978 †
- Schuleridea platyventris Bischoff, 1990 †
- Schuleridea pomphosa Bischoff, 1990 †
- Schuleridea posterospinata Damotte, Cabral & Berthou, 1990 †
- Schuleridea praeceps Rohr, 1976 †
- Schuleridea praeclara (Luebimova, 1955) Coryell, 1963 †
- Schuleridea praematura Luebimova, 1980 †
- Schuleridea praethoerenensis Bartenstein & Brand, 1959 †
- Schuleridea propunctatula Malz, 1987 †
- Schuleridea punctulata (Cornuel, 1848) Howe & Laurencich, 1958 †
- Schuleridea rauraciformis Monostori, 1985 †
- Schuleridea retiformis Li, 1963 †
- Schuleridea rhenana Malz, 1973 †
- Schuleridea rhomboidalis Neale, 1960 †
- Schuleridea samaraensis (Luebimova, 1955) Howe & Laurencich, 1958 †
- Schuleridea slynensis Ainsworth, 1991 †
- Schuleridea solita Urvanova, 1965 †
- Schuleridea spandeli (Lienenklaus, 1905) Malz, 1973 †
- Schuleridea spatiosa (Luebimova, 1955) Coryell, 1963 †
- Schuleridea spinocaudata Deroo, 1966 †
- Schuleridea splendens (Luebimova, 1955) Howe & Laurencich, 1958 †
- Schuleridea strzalkowiensis Bielecka, Blaszyk & Styk, 1976 †
- Schuleridea subperforata (Jones, 1884) Bate, 1969 †
- Schuleridea subrotunda (Luebimova, 1955) Coryell, 1963 †
- Schuleridea subtumida (Egger, 1858) Witt, 1970 †
- Schuleridea sulcata Kaye, 1965 †
- Schuleridea suprajurassica Donze, 1960 †
- Schuleridea taimyrensis Lev, 1983 †
- Schuleridea tchalensis Makhkamov, 1984 †
- Schuleridea thoerenensis (Triebel, 1938) Howe & Laurencich, 1958 †
- Schuleridea translucida (Luebimova, 1955) Permyakova, 1978 †
- Schuleridea travisensis Hazel & Paulson, 1964 †
- Schuleridea triangularis Swartz & Swain, 1946 †
- Schuleridea triebeli (Steghaus, 1951) Oertli, 1957 †
- Schuleridea trigonalis (Jones, 1884) Bate, 1969 †
- Schuleridea trispinosa Singh & Porwal, 1989 †
- Schuleridea tumescens Damotte, 1971 †
- Schuleridea umbonata Swartz & Swain, 1946 †
- Schuleridea unispinata Ainsworth, 1986 †
- Schuleridea ventrospinosa Ainsworth, 1986 †
- Schuleridea virginis Grosdidier, 1964 †
- Schuleridea washitaensis (Alexander, 1929) Howe & Laurencich, 1958 †
- Schuleridea wealdensis Kilenyi & Allen, 1968 †
- Schuleridea wendensis Neale, 1960 †